# Georg Christian Gebauer

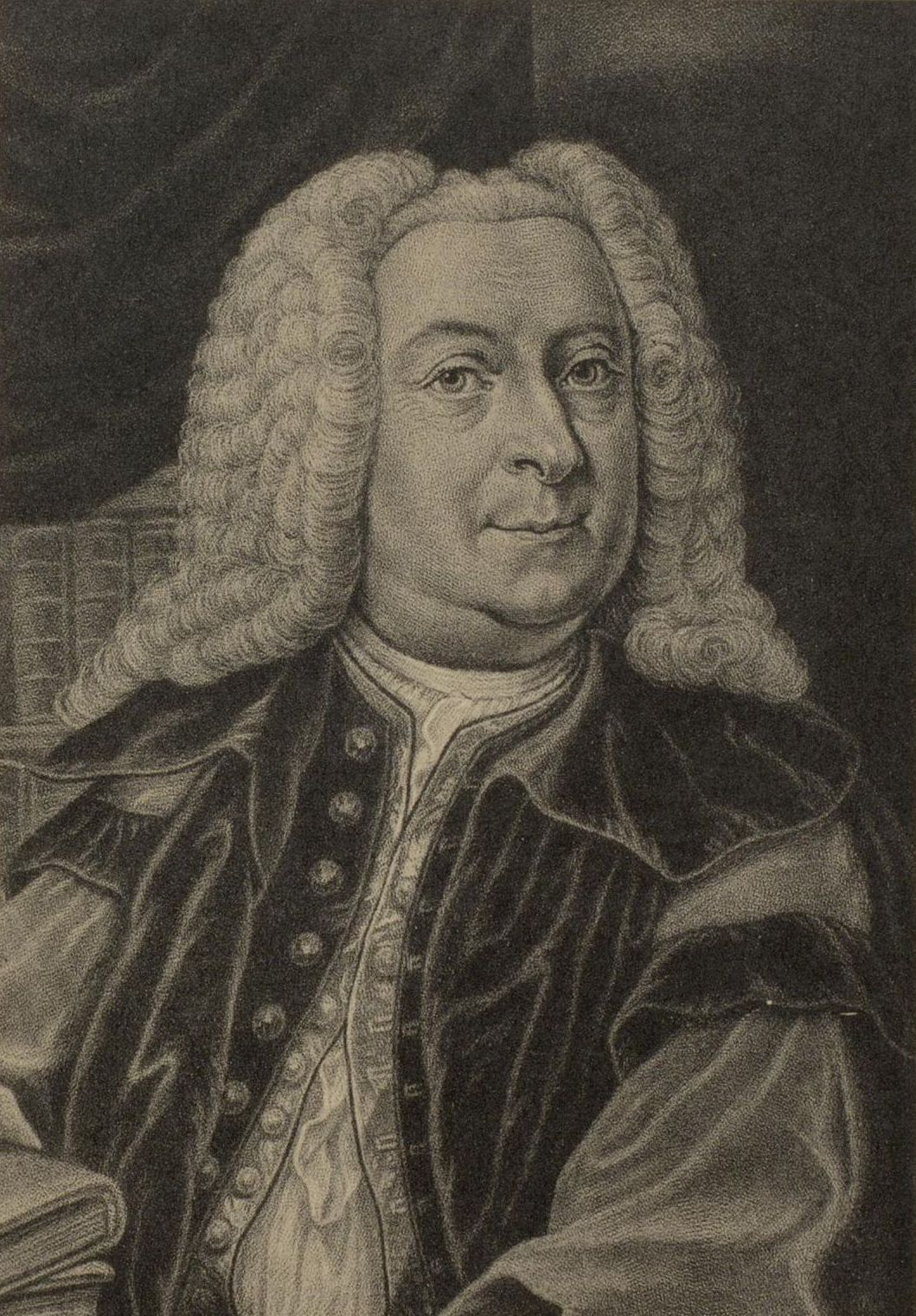
Georg Christian Gebauer

Georg Christian Gebauer (* 26. Oktober 1690 in Breslau; † 29. Januar 1773 in Göttingen) war ein deutscher Rechtswissenschaftler, Historiker und Hochschullehrer.

## Leben
Nach dem Besuch des Elisabeth-Gymnasiums in Breslau, begann Gebauer 1710 in Leipzig die Studia humanitatis. 1712 wechselte er zunächst an die Universität Altdorf, bevor er sein rechtswissenschaftliches und geschichtswissenschaftliches Studium bei Nikolaus Hieronymus Gundling in Universität Halle fortsetzte. Auf Drängen des Bürgermeisters Gottfried Gräve kehrte Gebauer 1715 nach Leipzig zurück, um den Sohn des Bürgermeisters weiter zu unterrichten. 1717 folgte sein Magister in Leipzig, 1721 wurde er Beisitzer an der philosophischen Fakultät. An der Universität Erfurt wurde Gebauer 1723 zum Doctor iuris promoviert. Vier Jahre später, 1727 erhielt er in Leipzig die Stelle eines ordentlichen Professors des gemeinen und sächsischen Lehnrechts. 1730 nahm er eine Stellung als Beisitzer des dortigen Oberhofgerichts an.
Durch seine Veröffentlichungen und seine bei Gundling genossene Lehre wurde Gerlach Adolph von Münchhausen auf ihn wie auch auf Johann Jakob Schmauß aufmerksam. Münchhausen holt Gebauer 1734 an die neugegründete Universität Göttingen, wo er Professor juris primarius verbunden mit dem Titel eines Hofrates wurde. Zugleich sollte er im ersten Jahr der Universität zunächst die Geschäfte eines Prorektors ausführen. 1747 wurde er mit dem Titel eines geheimen Justizrats ausgestattet und 1755 erhielt er das Ordinariat im Spruchkollegium der juristischen Fakultät. Gebauer deckte eine hohe Bandbreite an Vorlesungen ab, so las er die Geschichte des Rechts, Recht der Natur nach Gundling, europäische Geschichte nach seinem Grundriß, Pandecten nach Ludovici, über den Text der Institutionen nach seinem Ordo institutionum und das Lehnrecht.
Gebauer nahm eine wichtige Position im intellektuellen Umfeld seiner Zeit ein. Mit seinem historischen Werk beschäftigte sich Lessing im 52 Brief, die neueste Literatur betreffend, mit dem Dichter und Literaturkritiker Johann Christoph Gottsched war er bekannt, er war Schüler von Christian Thomasius und er fungierte auch als Herausgeber der zweiten Auflage von Lohensteins Arminius-Roman, die im Jahr 1731 erschien und zu diesem Zeitpunkt noch viele Leser hatte.

## Werke (Auswahl)
- Notea zu Johann Schilters Institutionen des Lehnrechts. 1. Auflage. 1728; führte zu einer jahrelangen Auseinandersetzung mit Johann Peter von Ludewig, zu dem er als Schüler von Nikolaus Hieronymus Gundling und Christian Thomasius eine natürliche Opposition pflegte.
- Herausgeber und Verfasser eines umfangreichen und kenntnisreichen Vorworts zu Daniel Casper von Lohenstein: Großmüthiger Feldherr Arminius und Thußnelda. andere durch und durch verbesserte und vermehrte Auflage, 4 Bände, Leipzig 1731.
- Grundriß zu einer umständlichen Historie der vornehmsten europäischen Reiche und Staaten. 1. Auflage. 1733.
- Leben und denkwürdige Thaten Herrn Richards, erwählten römischen Kaisers. Leipzig 1744.
- Ordo institutionum. Göttingen 1752.
- Narratio de Henrico Brenkmanno, de manuscriptis Brenkmannianis etc. 1764.
- Vestigia juris Germanici antiquissima in Cornelii Taciti Germania obvia. Göttingen 1766.
- Corpus juris civilis. posthum 1776–1797 durch Georg August Spangenberg